# Rudopolje Bruvanjsko
Rudopolje Bruvanjsko – wieś w Chorwacji, w żupanii zadarskiej, w gminie Gračac. W 2011 roku liczyła 31 mieszkańców.